# Doubek (Ralská pahorkatina)
Doubek (též Dubový vrch a Hradový vrch, 336 m n. m.) je vrch v okrese Česká Lípa Libereckého kraje. Leží asi 6 km východně od města Mimoň, západně u bývalých Svébořic (na stejnojmenném katastrálním území), v bývalém vojenském prostoru Ralsko. Na vrcholu stával středověký hrádek.

## Popis
Je to kupovitý vrch – okrouhlík zhruba trojúhelníkového profilu. Dle geologické mapy je tvořen pouze křemenným pískovcem (na vrcholu je místy proželezněný) středního až svrchního turonu, ale od severu se k němu sbíhají dvě čedičové žíly.
Doubek těsně obkružuje z východu, severu a západu Svébořický potok, na němž v okolí leží několik rybníků (některé byly kdysi zrušeny). Vrch je zalesněný smíšenými porosty. V jižním sousedství vrchu začíná oplocená obora Židlov. Z vrchu jsou mezi stromy výhledy na bývalé Svébořice a vrch Brada.
Ve východním sousedství stávala, později zaniklá obec Svébořice. Obec musela po 2. světové válce ustoupit bývalému vojenskému prostoru a v epoše pobytu sovětské armády byly v okolí vrchu vybudovány vojenské objekty a střelnice.
Vrchol kopce obíhá okružní příkop, díky zapuštění do svahu vytvářející ještě vnější val. Ten souvisí se středověkým hradem, který zde podle archeologických nálezů stával cca od druhé poloviny 13. a do 14. století. Vrchol kopce byl narušen právě sovětskou armádou, která zde zbudovala několik zákopů a šachtu pro vodojem.

## Geomorfologické zařazení
Geomorfologicky vrch náleží do celku Ralská pahorkatina, podcelku Zákupská pahorkatina, okrsku Kotelská vrchovina a podokrsku Svébořická pahorkatina.

## Přístup
Automobilem je možné se jednoduše dopravit k vrchu po silnici Mimoň (Hvězdov) – bývalé Svébořice – Hamr na Jezeře (Osečná).